# Bruno M. Franco
Bruno M. Franco (1990) é um escritor, radioterapeuta e atleta português.

## Biografia
Licenciado em Radioterapia, trabalha no IPO (Instituto Português de Oncologia) de Lisboa. Ele praticou natação de competição desde 2002 até 2016, representando o Clube Lisnave e o CIRL (Clube de Instrução e Recreio do Laranjeiro).
A ideia dele começar a escreve surgiu aos 14 anos, quando terminou de ler o livro Eragon, de Christopher Paolini, mas isso só veio acontecer de fato, meses mais tarde quando a mãe dele faleceu. Sobre isso ele declara:
| “ | E foi este acontecimento terrível que me levou definitivamente para a escrita, porque encontrei nas letras uma forma de expelir a dor que sentia e porque também precisava de uma forma de viver outras vidas, de ser outra pessoa que não eu. É por isso que a leitura e a escrita são atividades tão importantes para mim. São verdadeiras paixões. | ” |

Ele escolheu a radioterapia devido ao falecimento de sua mãe.
Ele escreveu seu primeiro livro o Segredo Mortal em 2014 mas a grande maioria das editoras portuguesas ao qual ele enviou o livro nunca responderam ou quando o fizeram, eram respostas genéricas e que segundo ele "nem tinham lido o livro". O livro só foi publicado em 2021. Neste momento tem três livros publicados, todos da Saga Mortal: Segredo Mortal, Jogo Mortal e Fúria Mortal.
Os autores que ele admira e que são uma inspiração para ele são: J. K. Rowling, Tess Gerritsen, Lars Kepler, Donato Carrisi, Dan Brown, Daniel Silva e Jeff Abbott.

### Série dos inspetores Leonardo Rosa e Marta Mateus (Saga Mortal)
- Segredo Mortal (Cultura Editora, 2021)[9]
- Jogo Mortal (Suma de Letras, 2022)[10]
- Fúria Mortal (Suma de Letras, 2023)
- Vingança Mortal (Suma de Letras, 2024)